# Tan Malaka
Pour les articles homonymes, voir Malaka.
Tan Malaka (1897-1949) est un militant nationaliste et dirigeant communiste indonésien. Dénonciateur véhément, d'abord du gouvernement colonial des Indes néerlandaises, puis de la politique du président Soekarno pendant la période d'affrontement militaire et diplomatique avec les Pays-Bas que les Indonésiens appellent la « Revolusi » (1945-49), Tan Malaka était également en conflit avec la direction du Parti communiste indonésien (PKI). 
Franc-tireur politique toute sa vie durant, Tan Malaka a longtemps vécu en exil. À l'époque coloniale, il vivait sous la menace permanente d'une arrestation par les autorités. Malgré cette apparente marginalisation, il a pourtant joué un rôle décisif sur le plan intellectuel et politique, en établissant un lien entre le communisme international et les mouvements anti-colonialistes d'Asie du Sud-Est.

## Les débuts
Tan Malaka est né à Suliki en pays Minangkabau (Sumatra occidental) en 1897, dans ce qui était alors les Indes néerlandaises. Son nom de naissance est Datuk Ibrahim gelar Sutan Malaka. Datuk est un titre honorifique. Gelar signifie "titre" et sutan est un titre de noblesse indiquant un rang princier, auquel lui donnait droit l'appartenance de sa mère à l'aristocratie minangkabau. Tan est donc l'abréviation de sutan.
De 1908 à 1913, Tan Malaka étudie à l'école normale d'instituteurs hollandaise de Bukittinggi, le centre culturel et intellectuel du pays Minangkabau. En 1913, il reçoit un prêt des anciens de son village pour poursuivre ses études aux Pays-Bas. Là-bas, il suit les cours de l'école normale (Rijkskweekschool) de Haarlem jusqu'en 1919. 
C'est durant son séjour en Europe que Tan Malaka commence à lire des ouvrages théoriques socialistes et communistes. Ses relations, à la fois avec les étudiants hollandais et des Indes, le convainquent que les Indes néerlandaises doivent se libérer de la domination coloniale par la révolution. Dans son autobiographie, Tan Malaka parle de la révolution russe de 1917 comme d'un réveil politique qui lui fait prendre conscience du lien entre capitalisme, impérialisme et oppression sociale. 
Aux Pays-Bas, il contracte la tuberculose, qu'il attribue au climat froid et à la nourriture hollandaise. Toute sa vie, Tan Malaka connaîtra des problèmes de santé.

## L'essor du Parti communiste indonésien
Tan Malaka rentre aux Indes néerlandaises en 1919. Il devient instituteur pour les enfants d'ouvriers de plantation près de Medan (Sumatra du Nord). Par ailleurs, il coopère avec l'"Union social-démocrate des Indes" (ISDV, le futur Parti communiste indonésien ou PKI). Il quitte Sumatra pour Java en 1920. À la demande de l'organisation nationaliste Sarekat Islam, il crée une "école du peuple" à Semarang (Java central).
Semarang était à l'époque un centre actif du mouvement nationaliste et communiste. En 1921, Tan Malaka est élu président du PKI. Il est arrêté par les autorités coloniales à Bandung en 1922 et exilé aux Pays-Bas.

## L'exil
Aux Pays-Bas, il se présente aux élections parlementaires de 1922 comme candidat du Parti Communiste de Hollande (CPH), qu'il veut persuader de soutenir la cause de l'indépendance des Indes Néerlandaises. Tan Malaka se rend ensuite à Berlin puis à Moscou. Il milite au sein de l'Internationale communiste (Komintern), où il soutient que les communistes européens doivent soutenir les luttes nationalistes de l'Asie colonisée. Il est nommé agent du Komintern pour l'Asie du Sud-Est. Il écrit un ouvrage sur la politique et l'économie aux Indes Néerlandaises, publié en russe en 1924.
Tan Malaka avait une conception syncrétique de la lutte de libération. Il contestait la thèse de Lénine qui prônait une "lutte contre le pan-islamisme". Au 4e congrès de l'Internationale communiste en 1922, il déclare : "... le pan-islamisme n'a plus sa signification initiale mais a maintenant en pratique une signification tout à fait différente. ... aujourd'hui, en Indonésie, parmi les peuples coloniaux opprimés, le pan-islamisme représente la lutte de libération contre les différentes puissances impérialistes du monde."
Le Komintern envoie Tan Malaka à Canton en Chine en 1923, avec pour mission d'y faire .paraître un journal en anglais. Il se rend ensuite à Manille aux Philippines, alors colonie américaine. À cette époque, le PKI prépare une insurrection pour prendre le pouvoir aux Indes Néerlandaises. Tan Malaka y est opposé, estimant que le parti n'est pas prêt pour la révolution. Mais des éléments du PKI à Java occidental et Sumatra occidental déclenchent une insurrection armée, qui est brutalement réprimée. Le parti est interdit et plusieurs de ses dirigeants exécutés.
En 1926, Tan Malaka se rend à Bangkok, où il fonde le Partai Republik Indonesia (PARI), prenant ainsi ses distances vis-à-vis du Komintern et du PKI. À la fin des années 1920, le PARI est le seul parti prônant l'indépendance des Indes Néerlandaises. Revenu à Manille, il est arrêté par la police américaine à la demande des Hollandais. L'affaire devient un point de ralliement pour les nationalistes philippins. Il est finalement extradé et se réfugie en Chine.
Tan Malaka est à Shanghai quand il reprend sa coopération avec le Komintern en 1931. Quand les troupes japonaises envahissent la ville en 1932, il s'enfuit à Hong Kong, où il est aussitôt arrêté par les autorités britanniques, et est finalement expulsé. Il se réfugie de nouveau en Chine, mais doit encore fuir l'avance japonaise en 1937. Il s'installe finalement à Singapour. Lorsque les Japonais occupent la péninsule Malaise et les Indes Néerlandaises en 1942, Tan Malaka décide de rentrer, après une absence de près de 20 ans.

## Le retour
Durant l'occupation japonaise, Tan Malaka travaille comme employé administratif dans une mine de Java occidental. Soekarno et Hatta proclament l'indépendance de la république d'Indonésie en 1945. Tan Malaka estime qu'ils sont trop conciliants envers les Hollandais, qui cherchent à récupérer leur colonie et sont de retour fin 1945. Tan Malaka fonde en 1946 le Persatuan Perjuangan ("Front de lutte"), qui n'inclut pas le PKI. Tan Malaka déclare que le gouvernement ne doit pas négocier avec les Hollandais avant le retrait total de leurs troupes d'Indonésie. Son Persatuan Perjuangan a des soutiens y compris dans l'armée républicaine et auprès de son commandant, le général Sudirman. Le Front réussit à pousser le premier ministre Sjahrir, qui prône la négociation avec les Hollandais, à démissionner pour quelques mois.
Arrêté en mars 1946 avec la plupart des dirigeants de sa coalition, Tan Malaka est emprisonné jusqu'en septembre 1948
Relâché, et convaincu que les accords de Linggarjati en 1947 et du "Renville" en 1948 sont un échec pour la république d'Indonésie, Tan Malaka fonde le Partai Murba ("parti des masses") en 1948 à Yogyakarta (centre de Java). En décembre 1948, lorsque les Hollandais renversent le gouvernement, il se réfugie dans l'Est de Java et établit son quartier général dans le village de Blimling. En février 1949, il est fait prisonnier par l'armée indonésienne. Il aurait été exécuté le 21 février 1949 et enterré en forêt.